# Tuyau en terre cuite
Un tuyau en terre cuite est un cylindre qui, depuis l'antiquité, peut être assemblé avec d'autres pour former une conduite hydraulique, ou servir de tuyau de drainage.

## Témoignages anciens

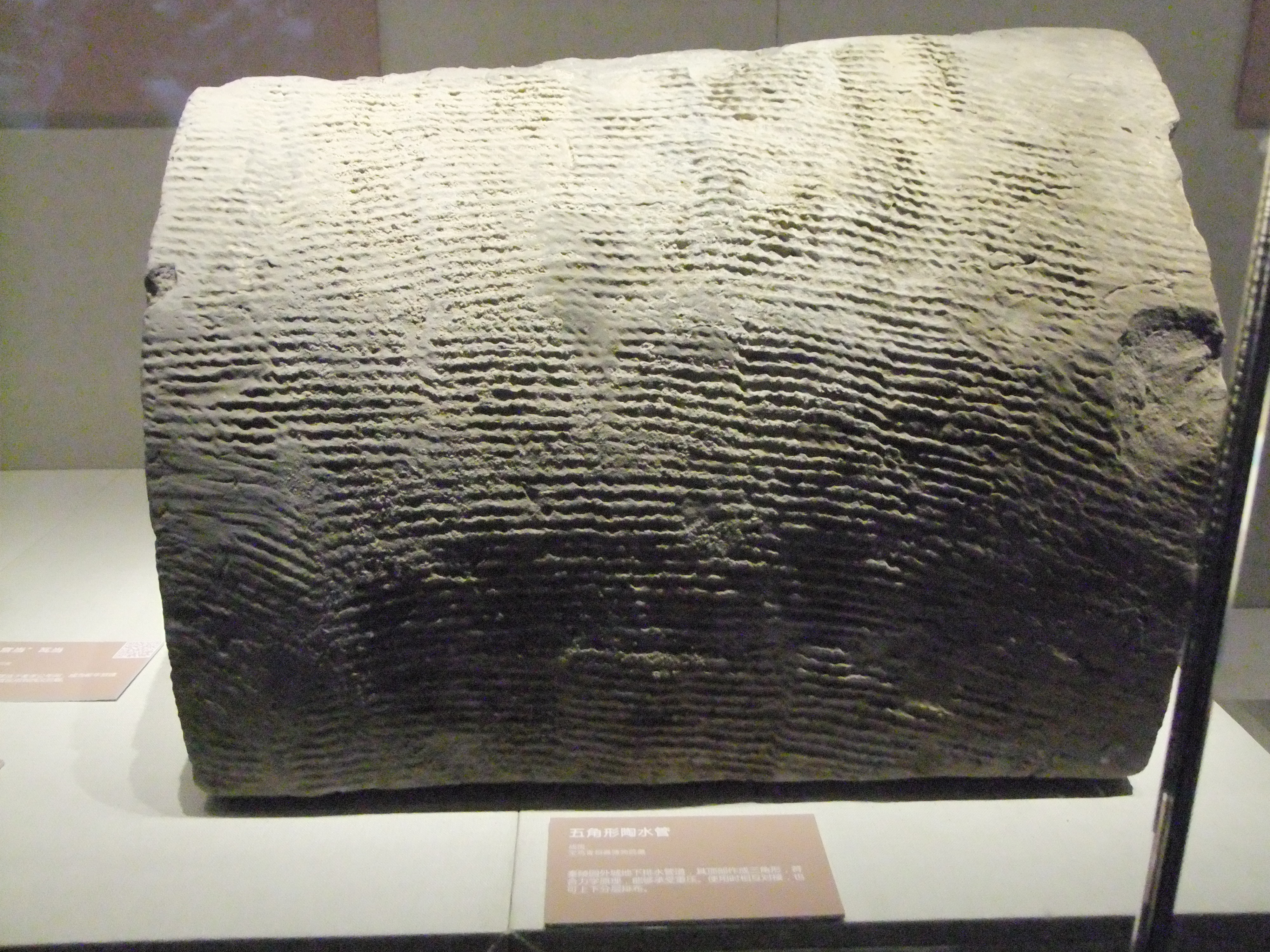
Conduite d'eau en poterie de conception quinquangulaire, Chine, Période des Royaumes combattants,.

Différents tuyaux en terre cuite employés en conduite ou en descente ont été trouvés à Akrotiri (Santorin) de la culture des Cyclades.
Des tuyaux en terre cuite dans les palais minoens transportaient l'eau sous pression aux fontaines.

## Tuyaux en poterie romains

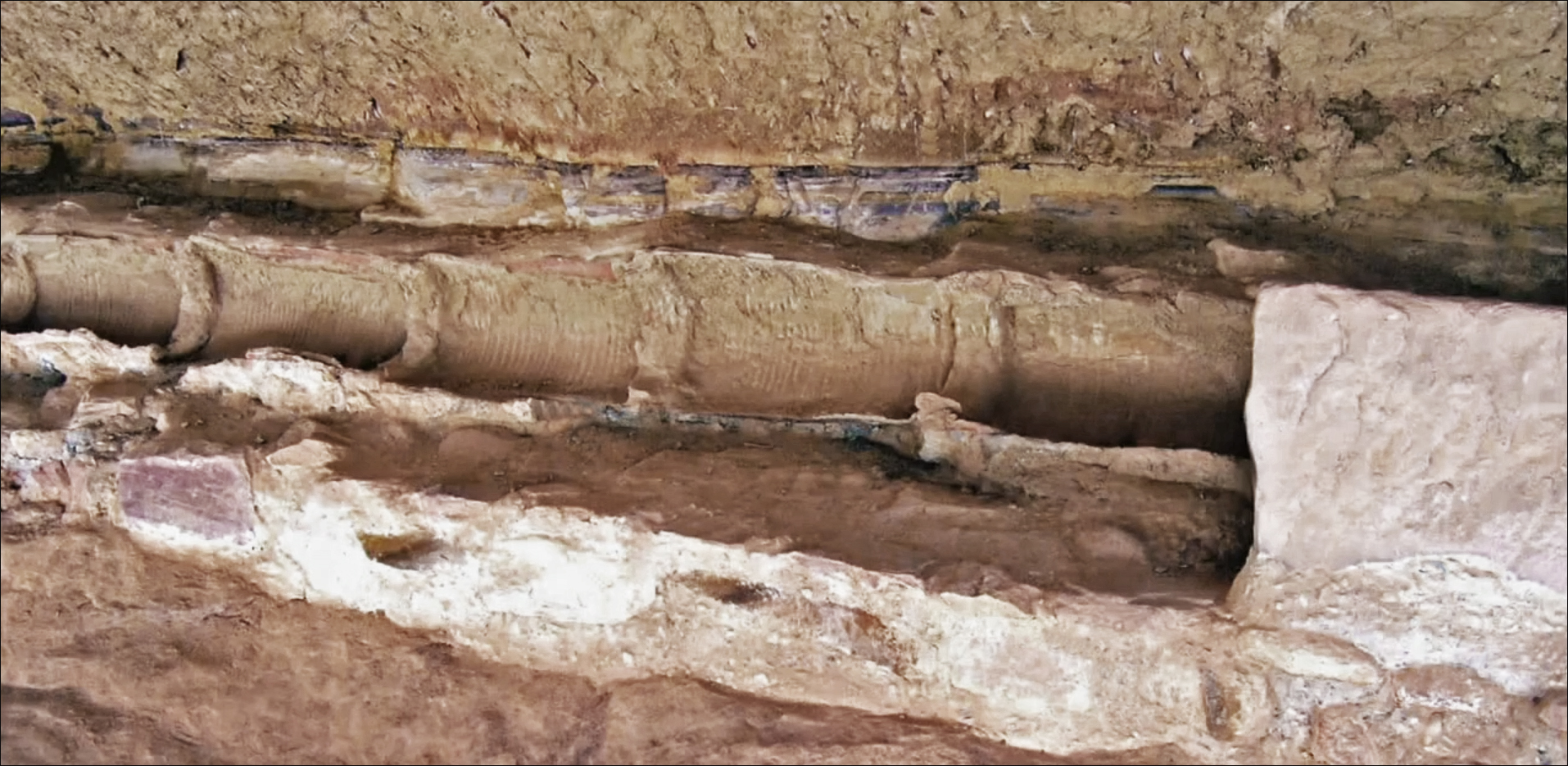
Conquête de l'eau à Pétra: tuyauterie en terre cuite placée dans un canal avec protection en pierre. Époque romaine

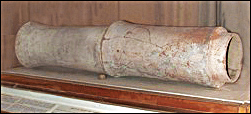
Pétra. Tuyaux en poterie. Époque romaine

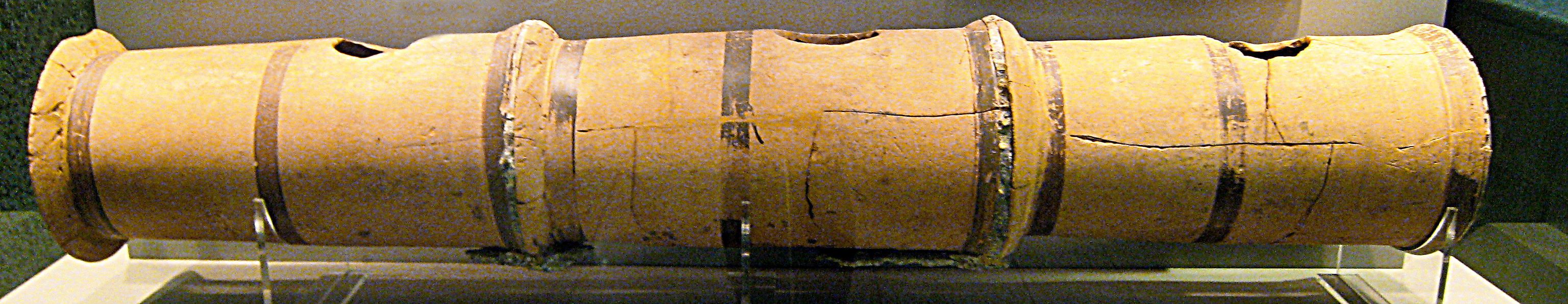
Tuyauterie en poterie avec joint en plomb coulé

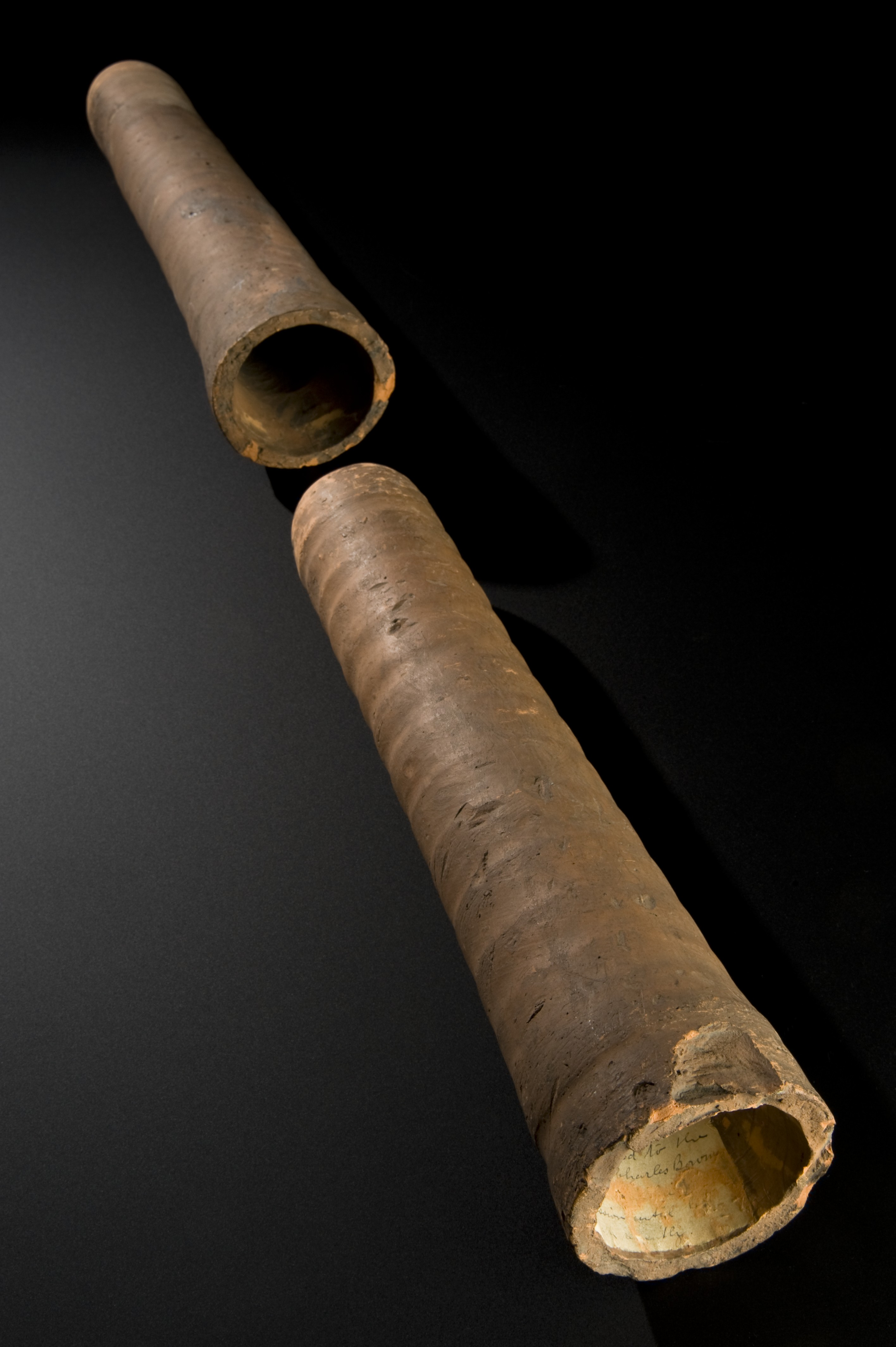
Tuyau en céramique, trouvée à York. Époque romaine vers 100-350

Les tuyaux ou conduits d'aqueducs était selon Vitruve en plomb (les fistulis plumbeis) ou en terre cuite (tubulis fictilibus); il faut ajouter les canaux (rivis) exigeant une maçonnerie solide (structura quam solidissima) et voûtée (eaeque strudurae confornicentur). Les premiers étaient faits de tables de plomb et on donnait à chaque tuyau au moins dix pieds de longueur. Quant à ceux de terre cuite on leur donnait au moins deux pouces d'épaisseur; à l'une des deux extrémités on diminuait insensiblement l'épaisseur des tuyaux pour les emboîter solidement l'un dans l'autre. L'endroit où se joignaient ces tuyaux de terre cuite était luté de chaux préparée avec de l'huile.
La dangerosité du plomb était connue bien avant les Romains ; ce qui rend l'eau mauvaise dans les tuyaux en plomb nous dit Vitruve vers -15, c'est qu'il s'y forme de la céruse, « matière que l'on dit être très-nuisible au corps de l'homme ». « Or, si le plomb produit des matières malsaines, nul doute qu'il ne soit lui-même contraire à la santé. »
« quod per plumbum videtur esse ideo vitiosa, quod ex eo cerussa nascitur : haec autem dicitur esse nocens corporibus humanis. Ita si, quod ex eo procreatur, id est vitiosum, non est dubium quin ipsum quoque non sit salubre. »
On reconnaît la dangerosité du plomb à cette époque au teint blafard des plombiers. Vitruve recommande donc l'usage de tuyaux en terre cuite pour cette raison mais aussi parce qu'on peut les réparer plus facilement.
Le diamètre de ces tuyaux en terre cuite romains variait beaucoup; selon Frontin on en comptait de vingt-cinq sortes qui étaient nommés d'après leur diamètre. Lorsque ce diamètre était de cinq quarts de pouces romains, le tuyau portait le nom de quinaria; on appelait senaria ou septenaria celui dont le diamètre était de six ou de sept quarts de pouce. Dans cette même proportion que le diamètre augmentait jusqu'à vingt quarts de pouce ou cinq pouces de diamètre on le nommait alors vicenaria. Lorsque le diamètre augmentait encore on désignait les tuyaux d'après la superficie de leur ouverture. Vicenum quinum n’était donc pas un tuyau dont le diamètre était de vingt cinq quarts de pouce, mais celui dont l'ouverture intérieure formait une superficie de vingt cinq quarts de pouce quarrés. Tricenaria était le nom des tuyaux dont l'ouverture avait trente quarts de pouce quarrés. C'est dans cette proportion que le diamètre augmentait jusqu'au centenum vicenum nom par lequel on désignait les tuyaux dont l'ouverture formait une superficie de deux mille quarts de pouce quarrés. Les quinquinae étaient donc les tuyaux les plus étroits et les centuminariae ceux dont le diamètre était le plus grand. Cette manière compter est relatée par Frontin. Ce n'est pas la seule interprétation du quinaria, l'autre est attribuée à Agrippa et l'autre à Vitruve.

## Tuyau en terre cuite modernes
En France, dans le château de Hartmannswiller, appartenant à Constant Zeller, est installée une briqueterie produisant des tuiles, briques, tuyaux et carreaux de céramique. Zeller met au point un tuyau de terre cuite émaillé réputé,.
Début XIXe siècle les tuyaux en bois et les tuyaux en poterie disparaissent peu à peu. Très bon marché pour le premier, « il a l'inconvénient de pourrir vite, de gonfler avec l'humidité, de provoquer de fortes pertes de charge et de crever sous les fortes pressions données par la machine à vapeur »; les ingénieurs trouvent les tuyaux de poterie fragiles, lourds et trop courts (moins d'un mètre de long) et ils sont relégués dès les années 1830 aux travaux ruraux.

## Tuyau en grès
« Il faut que ces tuyaux, destinés à contenir sans perte, malgré les efforts d'extension qu'ils ont à éprouver de dedans en dehors de la part des liquides et du gaz qu'ils renferment, soient faits avec des pâtes de texture très-serrée, par conséquent les plus imperméables, les plus tenaces et les plus solides qu'on puisse obtenir, car outre la force qui tend à les dilater, il est une autre puissance au dehors qui tend à les écraser ou à les briser. II faut en outre dans certains cas, comme lorsqu'ils doivent conduire des eaux minérales, qu'ils ne communiquent rien à ces eaux, et par conséquent qu'ils soient inattaquables par les principes acides ou alcalins qu'elles peuvent contenir. On ne connaît que deux pâtes qui jouissent de cette réunion de qualités : le grès-cérame et la porcelaine. »
« Le principe de cette fabrication consiste donc à faire une pâte argileuse qui puisse, par une cuisson à haute température, prendre une grande ténacité sans devenir fragile, et à employer, dans le façonnage, une puissante pression mécanique qui rende cette pâte imperméable. La pâte est en général de l'argile plastique la plus parfaite. Lorsqu'elle renferme assez de sable, qu'elle ne gauchit pas au feu, on se contente de l'éplucher sans y rien ajouter. » Sa couleur n'est pas un inconvénient, et on a même remarqué que lorsqu'elle est un peu colorée en jaune par de l'oxyde de fer, les tuyaux prennent et conservent mieux le vernis plombifère dont on les enduit intérieurement.
« Le façonnage se faisait au tour et se fait encore ainsi dans une multitude de petites fabriques de campagne. On ne peut obtenir souvent que des tuyaux de peu de longueur, vissés et s'ajustant mal, ou bien il faut apporter au façonnage un soin tout particulier, et alors il est cher. C'est ainsi qu'il se pratiquait en 1839 dans la fabrique de MM. Fouque et Arnoux à Toulouse. »
« Mais dans la plupart des grandes fabriques, telles que celles de l'Allemagne occidentale, telles que celles de M. Reichenecker à Ottwiller, Haut-Rhin, de M. Boch-Ruchmann à Mettlach, de M. Ziegler à Beauvais, etc., on les fabrique à la presse. »
« Ils sont cuits en une fois en grès, alors sans aucune glaçure. Dans ce cas, ils cessent d'être imperméables sous une pression de 25 atmosphères; mais si on veut augmenter leur imperméabilité on leur donne en dedans un vernis de plomb: alors l'eau peut supporter une pression de 4 atmosphères sans aucune perte. Ils sont destinés à conduire des eaux et du gaz. »
« Ces tuyaux sont cuits, situés verticalement dans un four carré à voûte percée de carneaux. Il y a dans ce four plusieurs petits planchers qui permettent d'en placer plusieurs rangées les unes au-dessus des autres. »
« Outre leur puissance d'imperméabilité, il faut qu'ils en aient une de solidité qui les mette à l'abri, dans l'intérieur de la terre, des fractures qui pourraient résulter d'une forte pression ou des chocs violents qui s'exerceraient à sa surface. »
« Fouque et Arnoux de Toulouse, ont aussi fabriqué, à Valentine des tuyaux de grès imperméables, qui ont été employés avec succès pour conduire les eaux minérales de Bagnères-de-Luchon. La pâte est faite avec une argile plastique jaune, qui devient rouge par le feu du four de biscuit de faïence fine, et noire au feu de porcelaine ; mais alors elle commence à s'affaisser. On s'en sert sans aucune addition ni autre préparation qu'un épluchage. Elle se façonne très-bien sur le tour sans vissage ni déformation, et cuit en grès. »
« La glaçure qui recouvre ces tuyaux est sans plomb, mais composée de felspath attendri par la soude du nitrate de soude d'Amérique et par du borax. Cette glaçure est fondue préalablement et broyée, pour être mise par immersion sur les grès-cérames cuits en biscuit à une température rouge-cerise, puis en couverte à une température presque incandescente. »
« Quand il s'agit de faire de grands tuyaux de conduite, on dégraisse cette même argile avec du ciment et du sable blanc, et on leur donne pour glaçure la couverte feldspathique décrite ci-dessus. La pâte est d'un blanc jaunâtre pâle, mais imperméable et inattaquable par les eaux minérales. »

## Drains
Josiah Parkes (1793–1871), un ingénieur civil anglais, invente un système de drainage profond, suivit en 1843 de l'invention par un certain John Reade d'un tuyau en terre cuite cylindrique servant de conduit peu coûteux, pour les besoins de ce système de drainage.
Les mots « drainer » « drain » « draineur » « drainage » passent en force dans la langue française milieu XIXe siècle, dans une traduction de l'ouvrage de Henry Stephens, A manual on practical draining ,, par un certain Auguste Faure (1807-1863). Le drain nous dit le dictionnaire de la langue française (Littré) t. 2 de 1873 est un « tuyau de terre cuite servant à recevoir l'eau dans l'opération du drainage; les tuyaux, de 30 centimètres de longueur environ, sont placés bout à bout; et les interstices des jointures suffisent pour laisser filtrer l'eau. »